# Мечислав Вайнберг
Мечислав Вайнберг (пол. Mieczysław Wajnberg, рос. Моисей Самуилович Вайнберг, нар. 8 грудня 1919, Варшава — пом. 26 лютого 1996, Москва) — радянський композитор польсько-єврейського походження. Народний артист РРФСР.

## Біографія
Народився у Варшаві в родині диригента та композитора єврейського театру Шмуеля Вайнберга (1883—1943) та акторки єврейського театру на їдиші Соні Вайнберг (до шлюбу Карл; 1888—1943), які в 1916 році переселилися сюди з Кишинева. Самуїл Мойсейович Вайнберг керував оркестром у варшавському єврейському театрі «Скала». З початком війни у вересні 1939 року втік до СРСР; його сім'я, що залишалася у Варшаві, надалі загинула в концентраційному таборі Травники.
Музичну освіту здобув у Варшавській консерваторії, де вчився у Юзефа Турчинського. Як і його батько, він почав роботу у театрах. В 1936, він написав музику до фільму «Фредек робить світ щасливим». У вересні 1939, рятуючись від німецької окупації, втік до Радянського Союзу, змінивши при цьому ім'я на Мойсей.
Продовжив навчання у Мінській консерваторії в класі В. Золотарьова, де 21 червня 1941 року була виконана його дипломна робота — «Симфонічна поема». Після вторгнення до СРСР німецьких військ втік до Ташкенту, де працював репетитором в опері, а також створював патріотичні твори. Там же одружився з Наталією Міхоелс, дочкою відомого актора та режисера єврейського театру Соломона Міхоелса. В 1943 році, завдяки допомозі Шостаковичі, був переведений до Москви. Починаючи з 1946 року М. Вайнберга критикують за недостатнє використання фольклору, 1948 — у формалізмі, низку творів при цьому було заборонено. В цей час Вайнберг писав виключно для цирку.
У лютому 1953 року він був заарештований в ході Справи лікарів за обвинуваченням у «єврейському буржуазного націоналізму». Був звільнений у квітні того ж року після смерті Сталіна, завдяки заступництву Шостаковича.
Наступні роки написав багато музики для кіно. Найвідомішим став фільм про війну «Летять журавлі» (1957), що здобув Золоту пальмову гілку на Каннському кінофестивалі в 1958 році.
З тих пір Вайнберг жив у Москві, лише один раз відвідавши Варшаву у 1966 році, куди він приїхав на «Варшавську осінь». Багато складав, іноді виступав як піаніст, виконуючи твори Шостаковича. Писав також для фільмів, у тому числі мультиплікаційних.
В 1971 отримав звання «Заслуженого артиста РРФСР», в 1980 — «Народного артиста РРФСР», а в 1990 удостоєний Державної премії СРСР. У середині вісімдесятих років Вайнберг повернувся до імені Мечислав. З нагоди 75-ї річниці народження в 1994, отримав нагороду «За заслуги перед польською культурою».
Незадовго до своєї смерті був хрещений у православній Церкві.

## Творчість
Хоча Мечислав Вайнберг ніколи не вчився офіційно у Дмитра Шостаковича, вплив останнього виразно помітний в його творчості, особливо в симфонії № 12 (1975—1976, Op.114), що присвячена пам'яті композитора.. В проході на піанісимо челести, якою закінчується П'ята симфонія (1962, op.76), відчувається вплив фіналу Четвертої симфонії Шостаковича, прем'єра якої припадає на час її написання. В Шостій сонаті для фортепіано (1960, op.73), композитор цитує одну з прелюдій і фуг Шостаковича. Більш загальні подібні риси музичної мови включають в себе використання розширеної мелодії, теми з повторюваними звуками і використання крайніх регістрів. Останнє стало однією з основних причин критики на адресу Вайнберга, зокрема на думку диригента Олександра Івашкіна, твори таких композиторів як Вайнберг шкодять не тільки репутації своїх авторів, але й музиці самого Шостаковича, «обтяжуючи її численними та поганими копіями».
Проте музика Шостаковича не була єдиним джерелом впливу на творчість Вайнберга. Нікітина визначає впливи С. Прокоф'єва, М. Мясковського, Б. Бартока та Г. Малера, а в Концерті для труби з оркестром використанні цитати весільного маршу Мендельсона. Фольклорні елементи включають не тільки єврейський, але й елементи молдовського, польського, узбецького та вірменського фольклору. В свою чергу, Вайнберг сам посприяв інтересу Д. Шостаковича до єврейського фольклору.
Залишив багату музичну спадщину, зокрема:
- 22 симфонії
- 4 камерні симфонії
- 18 сольних концертів для різних інструментів з оркестром
- 17 струнних квартетів
- 6 фортепіанних сонат
- Соната для контрабаса
- Опери:
  - Пасажир (1967—1968) за повістю С. Посмиш, поставлена в 2006 в Москві,
  - Мадонна і солдат
  - Вітаємо (за Шолом-Алейхемом)
  - Леді Магнезія (за Б. Шоу)
  - Портрет (1983) за Гоголем, поставлена у 1983 р. в Брно
  - Ідіот (1986) за Достоєвським
- 4 кантати та багато інших оркестрових, камерних, сольних та вокальних творів

### Фільмографія
Музика для мультфільмів та кіно:
- «Фредек робить світ щасливим» (1936)
- «Приборкувачка тигрів» (1954)
- «Двоє друзів» (1954)
- «Дванадцять місяців» (1956, мультфільм)
- «Медовий місяць» (1956)
- «Летять журавлі» (1957)
- «Шофер мимоволі» (1958)
- «Останній дюйм» (1958)
- «Останні залпи» (1960)
- «Яша Топорков» (1960)
- «Міст перейти не можна» (1960)
- «Суд божевільних» (1961)
- «Бар'єр невідомості» (1961)
- «Незвичайне місто» (1962)
- «Молодо-зелено» (1962)
- «Вулиця Ньютона, будинок 1» (1963)
- «Канікули Боніфація» (1965, мультфільм)
- «Вони не пройдуть» (1965)
- «Перекличка» (1965)
- «По тонкому льоду» (1966)
- «Сіра хвороба» (1966)
- «Тетянин день» (1967)
- «Фокусник» (1967)
- «Міцний горішок» (1967)
- «Біг інохідця» (1968)
- «Вінні-Пух» (1969, мультфільм)
- «Вінні-Пух йде в гості» (1971, мультфільм)
- «Вінні-Пух та день турбот» (1972, мультфільм)
- «За все у відповіді» (1972)
- «Нейлон 100 %» (1973)
- «Товариш генерал» (1973)
- «Царевич Проша» (1974)
- «Афоня» (1975)
- «Чесне чарівне» (1975)
- «Мій будинок — театр» (1975)
- «Просто так» (1976, мультфільм)
- «Як Іванко-дурник по диво ходив» (1977)
- «Марка країни Гонделупи» (1977)
- «Хода золотих звірів» (1978)
- «Соловей» (1979)
- «Тегеран-43» (1981, використана музика)
- «Шкура віслюка» (1982)
- «Про дивацтва любові» (1983)
- «І ось прийшов Бумбо...» (1984)
- «Казка про закоханого маляра» (1987)
- «Маленька людина у великій війні» (1989) та ін.